# Jenisej
De Jenisej (Russisch: Енисей) is een rivier in Siberië en een van de machtige rivieren die dit gebied in zuid-noordrichting doorsnijden en de waterrijkste rivier van Rusland. Haar lengte bedraagt 5870 kilometer, als deze wordt gemeten via de langste zijrivieren: dat is de route langs de Ider, de Selenga en de Angara. De Angara voert bij de samenvloeiing met de eigenlijke Jenisej dan ook het meeste water aan, maar geldt om historische redenen als zijrivier. De eigenlijke Jenisej begint bij Kyzyl in de Russische autonome republiek Toeva, waar haar bronrivieren, de Kleine Jenisej en de kortere Grote Jenisej, bijeenkomen.
Op de plaats waar de Jenisej door het Westelijke Sajangebergte breekt, bevindt zich sinds 1978 de grootste stuwdam van Rusland, de Sajano-Sjoesjenskaja-dam, gelegen op het grondgebied van de republiek Chakassië. Sjoesjenskoje was tussen 1897 en 1900 een ballingsoord van Lenin. Vervolgens passeert de Jenisej de Chakassische hoofdstad Abakan.
De grootste stad aan de Jenisej is Krasnojarsk, waar zich eveneens een grote stuwdam bevindt en waar de Trans-Siberische spoorlijn de rivier kruist. De spoorbrug is de trots van de stad: zij dateert uit 1899 en kreeg op de Wereldtentoonstelling van 1900 in Parijs dezelfde prijs als de Eiffeltoren. Krasnojarsk, gegroeid aan weerszijden van de rivier, heeft ook twee jongere verkeersbruggen.
Op weg naar het noorden neemt de Jenisej vervolgens naast vele andere rivieren de Angara (ook: Boven-Toengoeska), de Stenige Toengoeska en de Beneden-Toengoeska op. De grootste zijrivieren komen alle uit het oosten. Aan die kant ligt het Midden-Siberisch Bergland (met daarin ook het Jenisejgebergte), dat de Jenisej scheidt van het West-Siberisch Laagland links.
De Jenisej mondt uit in de Karazee, een randzee van de Noordelijke IJszee. Voor de monding ligt de belangrijke haven Doedinka, de enige plaats van betekenis na Krasnojarsk.
Aan het eind van de 19e eeuw werd het Ob-Jenisejkanaal gegraven. Dit kanaal verbindt het stroomgebied van de Jenisej met het stroomgebied van de Ob. Het was echter te smal en te ondiep en raakte al snel in verval. Het wordt tegenwoordig alleen door recreatief verkeer gebruikt.